# Мровіна
Мровіна (пол. Mrowina) — село в Польщі, у гміні Ключевсько Влощовського повіту Свентокшиського воєводства.
Населення — 124 особи (2011).
У 1975-1998 роках село належало до Пйотрковського воєводства.

## Демографія
Демографічна структура на день 31 березня 2011 року:
|          | Загалом | Допрацездатний вік | Працездатний вік | Постпрацездатний вік |
| -------- | ------- | ------------------ | ---------------- | -------------------- |
| Чоловіки | 67      | 8                  | 44               | 15                   |
| Жінки    | 57      | 11                 | 29               | 17                   |
| Разом    | 124     | 19                 | 73               | 32                   |